# Charey
Charey är en kommun i departementet Meurthe-et-Moselle i regionen Grand Est (tidigare regionen Lorraine) i nordöstra Frankrike. Kommunen ligger i kantonen Thiaucourt-Regniéville som tillhör arrondissementet Toul. År 2022 hade Charey 89 invånare.

## Befolkningsutveckling
Antalet invånare i kommunen Charey
| Referens: INSEE |